# Rubiera
Rubiera – miejscowość i gmina we Włoszech, w regionie Emilia-Romania, w prowincji Reggio Emilia.
Według danych na rok 2004 gminę zamieszkiwało 11 449 osób, 458 os./km².

## Miasta partnerskie
- Bjelovar
- Győrújbarát
- Neulingen